# Elecciones al Senado de Argentina de 1966
Las elecciones al Senado de Argentina de 1966 fueron realizadas a lo largo del año por las legislaturas de las respectivas provincias para renovar 15 de las 46 bancas del Senado de la Nación.
Dado el golpe de Estado de 1966, ninguno de los electos en esta elección finalizó su mandato.

## Cargos a elegir
| Provincia           | Senado    | Senado    |
| Provincia           | Senadores | A renovar |
| ------------------- | --------- | --------- |
| Buenos Aires        | 2         | —         |
| Capital Federal     | 2         | —         |
| Catamarca           | 2         | 1         |
| Chaco               | 2         | 1         |
| Chubut              | 2         | 1         |
| Córdoba             | 2         | 1         |
| Corrientes          | 2         | —         |
| Entre Ríos          | 2         | —         |
| Formosa             | 2         | 1         |
| Jujuy               | 2         | 1         |
| La Pampa            | 2         | —         |
| La Rioja            | 2         | 1         |
| Mendoza             | 2         | 1         |
| Misiones            | 2         | —         |
| Neuquén             | 2         | 1         |
| Río Negro           | 2         | 1         |
| Salta               | 2         | —         |
| San Juan            | 2         | 1         |
| San Luis            | 2         | 1         |
| Santa Cruz          | 2         | 1         |
| Santa Fe            | 2         | —         |
| Santiago del Estero | 2         | 1         |
| Tucumán             | 2         | 1         |
| Total               | 46        | 15        |

## Resultados
| Partido         | Partido                         | Bancas |
| --------------- | ------------------------------- | ------ |
|                 | Unión Cívica Radical del Pueblo | 7/15   |
|                 | Unión Popular                   | 1/15   |
|                 | Frente del Movimiento Popular   | 1/15   |
|                 | Partido Demócrata de Mendoza    | 1/15   |
|                 | Movimiento Popular Neuquino     | 1/15   |
|                 | Unión Cívica Radical Bloquista  | 1/15   |
|                 | Partido Demócrata Liberal       | 1/15   |
| Bancas vacantes | Bancas vacantes                 | 2/15   |

## Resultados por provincia
| Provincia           | Senador electo                   | Partido                          | Partido                          |
| ------------------- | -------------------------------- | -------------------------------- | -------------------------------- |
| Catamarca           | Ernesto Niceo Acuña              |                                  | Unión Cívica Radical del Pueblo  |
| Chaco               | Armengol Roque Moya              |                                  | Unión Popular                    |
| Chubut              | Atilio Oscar Viglione            |                                  | Unión Cívica Radical del Pueblo  |
| Córdoba             | José Luis Vesco                  |                                  | Unión Cívica Radical del Pueblo  |
| Formosa             | Raúl Inocencio Villaggi          |                                  | Unión Cívica Radical del Pueblo  |
| Jujuy               | Carlos Snopek                    |                                  | Frente del Movimiento Popular    |
| La Rioja            | Vacante hasta el fin del período | Vacante hasta el fin del período | Vacante hasta el fin del período |
| Mendoza             | Carlos Ernesto Aguinaga          |                                  | Partido Demócrata de Mendoza     |
| Neuquén             | Pedro Mendaña                    |                                  | Movimiento Popular Neuquino      |
| Río Negro           | José Enrique Gadano              |                                  | Unión Cívica Radical del Pueblo  |
| San Juan            | Federico Saturnino Bravo         |                                  | Unión Cívica Radical Bloquista   |
| San Luis            | Edmundo del Carmen Tello Cornejo |                                  | Partido Demócrata Liberal        |
| Santa Cruz          | Francisco Rodolfo García Leyenda |                                  | Unión Cívica Radical del Pueblo  |
| Santiago del Estero | Ángel Roberto Freytes            |                                  | Unión Cívica Radical del Pueblo  |
| Tucumán             | Vacante hasta el fin del período | Vacante hasta el fin del período | Vacante hasta el fin del período |